# Mistrzostwa Świata w biegu na 100 km 2000
14. Mistrzostwa Świata w biegu na 100 km – zawody lekkoatletyczne, które odbyły się 9 września 2000 w Winschoten (Holandia).

## Medaliści
|                         | 1. miejsce                                                        | Rezultat | 2. miejsce                                                              | Rezultat | 3. miejsce                                                                 | Rezultat |
| Mężczyźni indywidualnie | Pascal Fetizon                                                    | 6:23:15  | Dmitrii Radiuchenko                                                     | 6:29:13  | Oleg Kharitonov                                                            | 6:29:29  |
| Mężczyźni drużynowo     | Francja 1. Pascal Fetizon · 2. Thierry Guichard · 3. Gilles Diehl | 19:46:25 | Stany Zjednoczone 1. Daniel Held · 2. Howard Nippert · 3. James Garcia  | 20:45:42 | Południowa Afryka 1. Donovan Wright · 2. Andrew Kelehe · 3. Welcome Mteto  | 21:01:32 |
| Kobiety indywidualnie   | Edit Berces                                                       | 7:25:21  | Elvira Kolpakova                                                        | 7:35:01  | Constanze Wagner                                                           | 7:39:35  |
| Kobiety drużynowo       | Niemcy 1. Constanze Wagner · 2. Elke Hiebl · 3. Ricarda Botzon    | 23:39:28 | Francja 1. Magali Maggiolini · 2. Sylvie Beaulieu · 3. Murielle Brionne | 24:06:31 | Stany Zjednoczone 1. Deborah Bollig · 2. Luanne Park · 3. Daniele Czerniak | 25:03:01 |

## Reprezentacja Polski

### Mężczyźni
| Miejsce | Zawodnik         | Klub             | Rezultat |
| 115.    | Franciszek Sojka | MKS Władysławowo | 9:55:32  |